# Llista de ports de creuers amb més passatgers
La llista de ports de creuers amb més passatgers. Per manca d'informació no hi ha alguns ports asiàtics.
| Rank | Port                            | Country                      | 2016 / 2017      |
| ---- | ------------------------------- | ---------------------------- | ---------------- |
| 1    | Port de Miami                   | Estats Units d'Amèrica       | 4.980.490        |
| 2    | Port Canaveral                  | Estats Units d'Amèrica       | 4.248.296        |
| 3    | Port Everglades                 | Estats Units d'Amèrica       | 3.826.415        |
| 4    | Port de Cozumel                 | Mèxic                        | 3,636,649        |
| 5    | Port de Nassau                  | Bahames                      | 3,521,178        |
| 6    | Port de Shanghai                | República Popular de la Xina | 2,847,000        |
| 7    | Port de Barcelona               | Espanya                      | 2,712,247        |
| 8    | Ports de les Illes Out          | Bahames                      | 2,549,803        |
| 9    | Port de Civitavecchia           | Itàlia                       | 2,204,336        |
| 10   | Port de les Illes Balears       | Espanya                      | 2,110,663        |
| 11   | Port de Galveston               | Estats Units d'Amèrica       | 1,730,289        |
| 12   | Port de George Town             | Illes Caiman                 | 1,711,853        |
| 13   | Ports de St. Thomas/St. John    | Estats Units d'Amèrica       | 1,694,008        |
| 14   | Port de Philipsburg             | Sint Maarten                 | 1,668,863        |
| 15   | Ports de Jamaica                | Jamaica                      | 1,655,565        |
| 16   | Port de Nova York i Nova Jersey | Estats Units d'Amèrica       | 1,537,695        |
| 17   | Port de Southampton             | Regne Unit                   | 1,529,000 (2013) |
| 18   | Port de Marsella                | França                       | 1,487,313        |
| 19   | Port de Venècia                 | Itàlia                       | 1,427,812        |
| 20   | Port de Singapur                | Singapur                     | 1,379,753        |